# Кирбешть
Кирбешть, Кирбешті (рум. Cârbești) — село у повіті Горж в Румунії. Входить до складу комуни Дрегуцешть.
Село розташоване на відстані 235 км на захід від Бухареста, 9 км на південний захід від Тиргу-Жіу, 84 км на північний захід від Крайови.

## Населення
За даними перепису населення 2002 року у селі проживали 1077 осіб, з них 1071 особа (99,4%) румунів. Рідною мовою 1073 особи (99,6%) назвали румунську.